# Svenshögen
Svenshögen è un'area urbana della Svezia situata nel comune di Stenungsund, contea di Västra Götaland.
La popolazione rilevata nel censimento 2010 era di 421 abitanti.